# Дешей (округ)

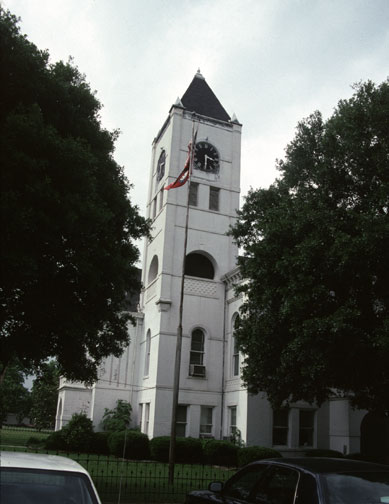
Здание окружного суда в городе Арканзас-Сити

Деше́й (англ. Desha County) — округ, расположенный в штате Арканзас, США с населением в 2009 человек по статистическим данным переписи 2000 года. Столица округа находится в городе Арканзас-Сити.
Округ Дешей был образован 12 декабря 1838 года, став сороковым по счёту округом Арканзаса, и получил своё название в честь капитана Бенджамина Дешей, погибшего в ходе англо-американской войны 1812 года.

## География
По данным Бюро переписи населения США округ Дешей имеет общую площадь в 2124 квадратных километра, из которых 1981 кв. километр занимает земля и 142 кв. километра — вода. Площадь водных ресурсов округа составляет 6,65 % от всей его площади.

### Соседние округа
- Арканзас — север
- Филлипс — северо-восток
- Боливар (Миссисипи) — восток
- Шико — юг
- Дру — юго-запад
- Линкольн — северо-запад

## Демография

Диаграмма распределения населения округа по возрастным диапазонам. Данные переписи населения 2000 года

По данным переписи населения 2000 года в округе Дешей проживало 15 341 человек, 4 192 семьи, насчитывалось 5 922 домашних хозяйстав и 6 663 жилых дома. Средняя плотность населения составляла 8 человек на один квадратный километр. Расовый состав округа по данным переписи распределился следующим образом: 50,50 % белых, 46,33 % чёрных или афроамериканцев, 0,35 % коренных американцев, 0,30 % азиатов, 0,03 % выходцев с тихоокеанских островов, 0,76 % смешанных рас, 1,73 % — других народностей. Испано- и латиноамериканцы составили 3,16 % от всех жителей округа.
Из 5 922 домашних хозяйств в 34,60 % — воспитывали детей в возрасте до 18 лет, 46,50 % представляли собой совместно проживающие супружеские пары, в 19,90 % семей женщины проживали без мужей, 29,20 % не имели семей. 26,90 % от общего числа семей на момент переписи жили самостоятельно, при этом 12,70 % составили одинокие пожилые люди в возрасте 65 лет и старше. Средний размер домашнего хозяйства составил 2,57 человека, а средний размер семьи — 3,10 человека.
Население округа по возрастному диапазону по данным переписи 2000 года распределилось следующим образом: 28,90 % — жители младше 18 лет, 9,00 % — между 18 и 24 годами, 25,20 % — от 25 до 44 лет, 22,70 % — от 45 до 64 лет и 14,20 % — в возрасте 65 лет и старше. Средний возраст жителей округа составил 36 лет. На каждые 100 женщин в округе приходилось 87,60 мужчины, при этом на каждых сто женщин 18 лет и старше приходилось 82,90 мужчины также старше 18 лет.
Средний доход на одно домашнее хозяйство в округе составил 24 121 доллар США, а средний доход на одну семью в округе — 30 028 долларов. При этом мужчины имели средний доход в 29 623 доллара США в год против 18 913 долларов США среднегодового дохода у женщин. Доход на душу населения в округе составил 13 446 долларов США в год. 23,60 % от всего числа семей в округе и 28,90 % от всей численности населения находилось на момент переписи населения за чертой бедности, при этом 39,60 % из них были моложе 18 лет и 24,00 % — в возрасте 65 лет и старше.

## Главные автодороги
- US 65
- US 165
- US 278
- AR 1
- AR 4

## Населённые пункты
- Арканзас-Сити
- Думас
- Мак-Ги
- Митчелвилл
- Рид
- Тиллар
- Уотсон